# Андрес Переа
Андрес Переа (ісп. Andrés Perea, нар. 14 листопада 2000, Тампа) — колумбійський та американський футболіст, півзахисник клубу «Нью-Йорк Сіті» та збірної США.

## Клубна кар'єра
Народився 14 листопада 2000 року в місті Тампа в США, проте розпочав займатися футболом на батьківщині у футбольній школі клубу «Атлетіко Насьйональ». Дорослу футбольну кар'єру розпочав 2017 року в основній команді того ж клубу, кольори якої захищає й донині. У 2020 році Переа спочатку на правах оренди перейшов до американського клубу «Орландо Сіті», а з наступного року грав у його складі вже на умовах постійного контракту. З початку 2023 року Андрес Переа грає у складі іншого американського клубу «Філадельфія Юніон».
Після піврічної оренди в клубі «Нью-Йорк Сіті», в січні 2024 року футболіст приєднався до "містян", підписавши контракт на постійній основі.

## Виступи за збірні
2017 року дебютував у складі юнацької збірної Колумбії, взяв участь в 11 іграх на юнацькому рівні. У складі збірної брав участь у юнацькій першості південної Америки у 2017 році, де зайняв із командою 4 місце, та в юнацькому чемпіонаті світу 2017 року.
З 2019 року залучався до складу молодіжної збірної Колумбії. У складі команди став учасником молодіжного чемпіонату світу 2019 року. На чемпіонаті зіграв у всіх трьох матчах групового турніру.
У кінці 2020 року Андрес Переа вирішив змінити футбольне громадянство, та отримав виклик до національної збірної США, в якій дебютував у січні 2021 року в матчі проти збірної Тринідаду і Тобаго. У цьому ж році він дебютував у складі молодіжної збірної США.

## Титули і досягнення
- Переможець Боліваріанських ігор: 2017
- Переможець Відкритого кубка США з футболу: 2022